# Michelle Lujan Grisham
Michelle Lynn Lujan Grisham, född 24 oktober 1959 i Los Alamos i New Mexico, är en amerikansk advokat och demokratisk politiker. Hon är guvernör i New Mexico sedan den 1 januari 2019. Hon har tidigare representerat New Mexicos 1:a distrikt i USA:s representanthus från 2013 till 2018. Den 6 november 2018 blev hon den första demokratiska kvinnan som valdes till guvernör i New Mexico.
Lujan Grisham besegrade republikanen Steve Pearce i guvernörsvalet år 2018.

## Biografi
Lujan växte upp i Santa Fe. Hennes far, Llewellyn "Buddy" Lujan, var tandläkare, hennes mor Sonja var hemmafru. Michelle Lujan Grishams syster Kimberly diagnostiserades med en hjärntumör i tvåårsåldern och avled 21 år gammal.
Lujan avlade kandidatexamen från University of New Mexico (UNM) år 1981. Hon har juristexamen från UNM School of Law år 1987.

## Guvernör i New Mexico
Den 5 juni 2018 vann hon demokraternas primärval. Den 6 november 2018 valdes hon till guvernör i New Mexico mot republikanen Steve Pearce. Hon vann med 56,9 procent av rösterna, medan Pearce fick 43,1 procent. 

## Privatliv
Lujans kusin Ben Ray Luján representerar New Mexico i USA:s senat.
Lujan Grishams make Gregory dog av en hjärnaneurysm 2004. Paret har två döttrar.